# Wim Kok
Willem Kok, detto Wim (Bergambacht, 29 settembre 1938 – Amsterdam, 20 ottobre 2018) è stato un politico e sindacalista olandese, ministro-presidente dei Paesi Bassi per due mandati, dal 22 agosto 1994 al 22 luglio 2002.
Presidente della Federatie Nederlandse Vakbeweging (Federazione Sindacale Olandese) dal 1976 al 1986, nello stesso anno 1986 è diventato capo del PvdA e nel 1989 è diventato viceministro presidente e ministro delle finanze nella grande coalizione guidata dal democristiano Ruud Lubbers.
Nel 1994, nonostante le perdite significative, che richiesero le elezioni legislative ha formato la prima "coalizione viola" con i liberali (VVD) e i Democratici 66 (D66). Si dimette dalla carica il 15 aprile 2002, un mese prima delle elezioni, dopo le rivelazioni che i Paesi Bassi hanno fatto sul non intervenire per evitare il massacro di Srebrenica mentre erano lì.
Kok si è ritirato dalla politica attiva a 63 anni ed è diventato attivo nel settore privato e pubblico come direttore aziendale e senza scopo di lucro, ha prestato servizio in diverse commissioni statali e consigli per conto del governo e ha continuato a essere attivo come lobbista per l'Unione europea, sostenendo una maggiore integrazione europea. Kok era noto per le sue capacità di manager e negoziatore. Durante la sua premiership, i suoi gabinetti furono responsabili di diverse importanti riforme sociali che legalizzavano il matrimonio tra persone dello stesso sesso, l'eutanasia e riducevano ulteriormente il deficit. Kok è stato insignito del titolo onorifico di Ministro di Stato l'11 aprile 2003 e ha continuato a commentare gli affari politici come statista fino alla sua morte all'età di 80 anni. Detiene il primato di guidare le prime coalizioni viola come Primo ministro. Durante i suoi otto anni al potere, il paese ha registrato una forte crescita economica ed è riconosciuto a livello internazionale come l'iniziatore del 'modello polder', una forma di terza via che era stata contemporaneamente sperimentata altrove da Tony Blair (nel Regno Unito) e Bill Clinton (negli Stati Uniti). 
Si è ritirato dalla politica nel 2002, ma nel 2007 è stato membro del Comitato d'azione per la democrazia europea. Un sondaggio d'opinione condotto nel 2013 lo ha nominato il miglior capo di governo dal 1945, a pari merito con il suo predecessore Ruud Lubbers.

## Primi anni di vita
Willem Kok è nato il 29 settembre 1938, a Bergambacht nella provincia olandese dell'Olanda Meridionale, figlio di Willem Kok (29 marzo 1910 - 10 gennaio 1981) falegname e Neeltje de Jager (nata il 7 ottobre 1913). Ha un fratello minore nato nel 1945.

## Carriera professionale

### Prime attività
Assunto dalla società commerciale Sembodja Malaja ad Amsterdam nel 1959, è stato nominato due anni più tardi come assistente nel settore internazionale di costruzione del palazzo della Confederazione sindacale olandese (NVV), prima di diventare un membro del team economico nel 1965, e infine segretario sindacale nel 1967.

### Alto funzionario sindacale

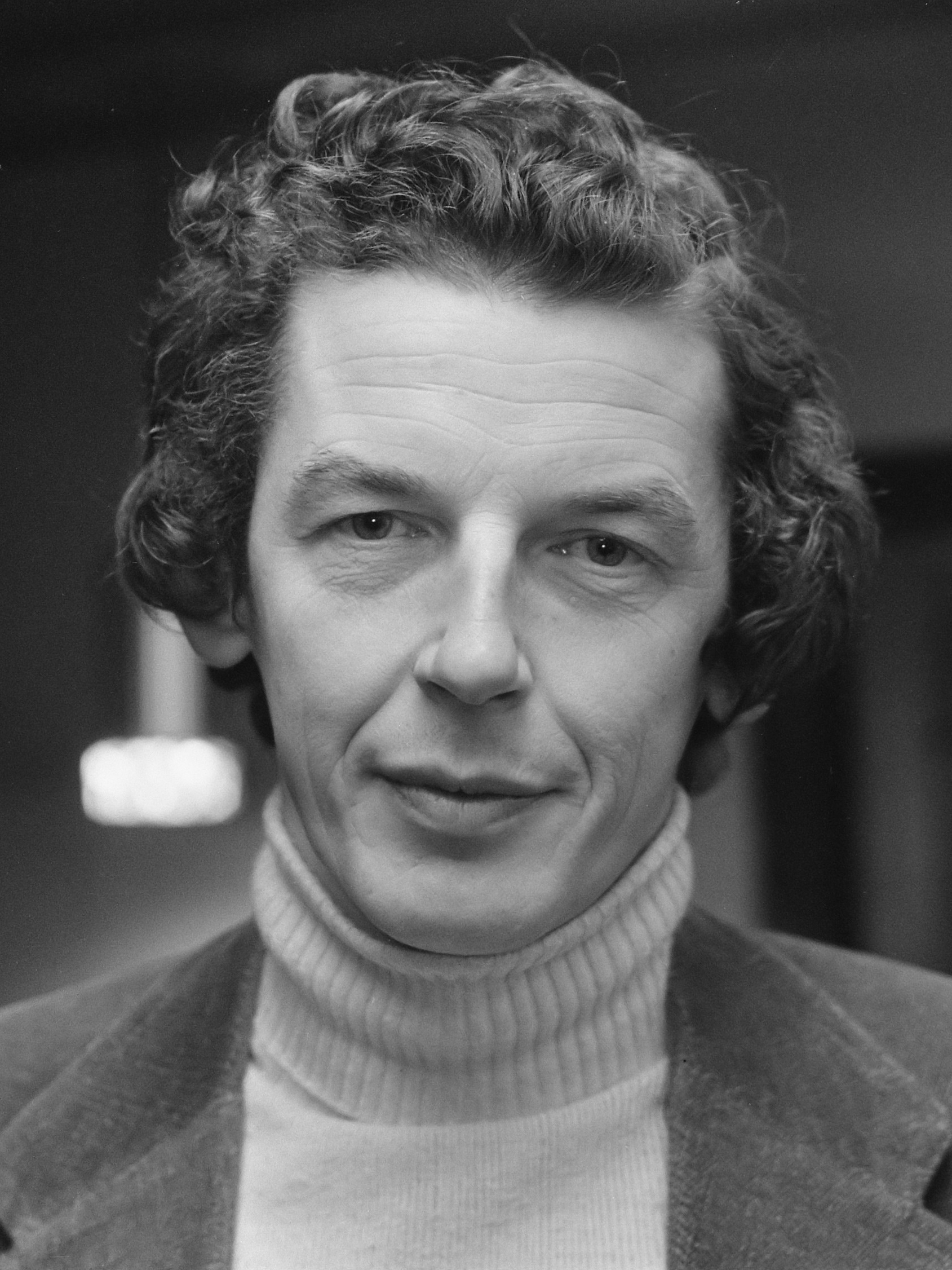
Wim Kok nel 1972

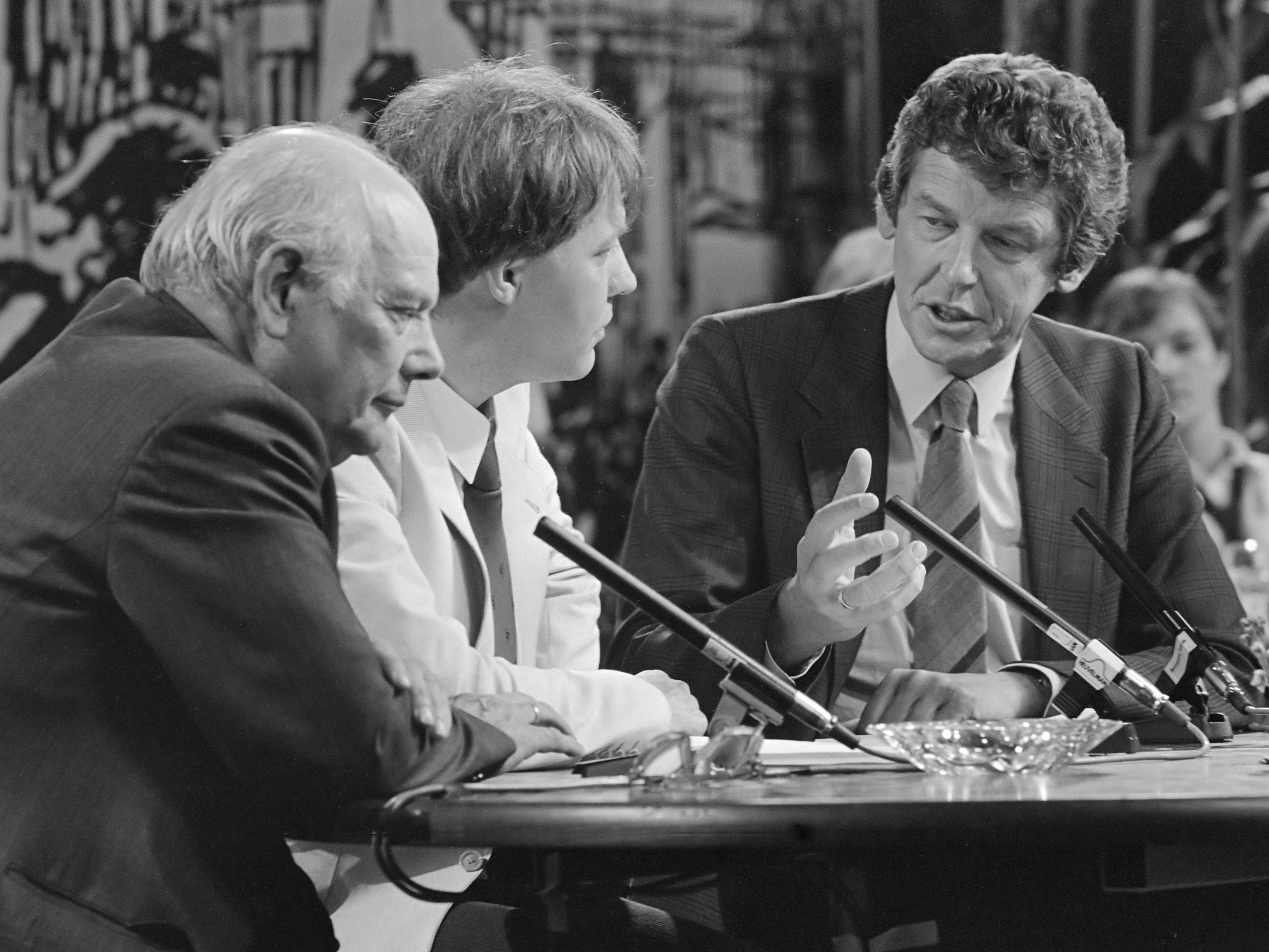
Kok in dibattito con Joop den Uyl

Dopo gli studi in economia, ha intrapreso nel 1961 la carriera nel sindacato socialista, noto per le sue posizioni molto accese, di cui è stato presidente dal 1976 al 1986.
Nel 1969, ha ottenuto una posizione di segretario confederale della NVV, è stato eletto vice presidente nel 1972 e presidente nel 1973. Tre anni più tardi prenderà come Presidente della Federatie Nederlandse Vakbeweging (FNV), nato dalla fusione del sindacato NVV e NKV cattolico. Durante il suo mandato, durato dieci anni, egli è anche presidente della Confederazione europea dei sindacati (CES) dal 1979 al 1982.

## Carriera politica

### Riepilogo istituzionale e attività post-politica
Dal 1986 al 1994 ha ricoperto la carica di viceministro-presidente e ministro delle finanze in un governo di coalizione con l'Appello Cristiano Democratico (CDA) guidato da Ruud Lubbers.
Nel 1986 è diventato segretario del partito socialdemocratico PvdA al posto di Joop den Uyl. Nel 1989 è stato eletto come vicesegretario all'Internazionale Socialista.
Nel 1994 è diventato Primo Ministro di un governo di coalizione con il partiti liberali VVD e Democratici 66 (D66). Si trattava della prima coalizione progressista dopo decenni di governi democristiani. La coalizione di governo è stata confermata alle successive elezioni del 1998.
Sotto la presidenza Kok, il Paese ha conosciuto un boom economico. Il consenso popolare per visione politica di Kok, tuttavia, declinò precocemente con l'emergere di Pim Fortuyn nel 2002.
Il secondo esecutivo Kok cadde alcune settimane prima delle elezioni del maggio 2002, quando l'intero governo si dimise in seguito alle voci sulle possibili responsabilità olandesi nel massacro di Srebrenica.
Dopo le elezioni del 2002 ha lasciato la politica attiva, venendo sostituito alla guida del PvdA da Ad Melkert.
Tra aprile e novembre 2004, Kok ha condotto un'analisi e revisione dell'Agenda di Lisbona, presentando alcune proposte alla Commissione europea per il rilancio della strategia.
Win Kok ha ricoperto i seguenti incarichi:
- Membro del Consiglio di Sorveglianza di ING Group
- Membro del Consiglio di Sorveglianza di Royal Dutch Shell
- Membro del Consiglio di Sorveglianza di TNT
- Membro del Consiglio di Sorveglianza di KLM

### Rapida ascesa
Il 3 giugno 1986 Kok è stato eletto primo deputato alla Seconda camera degli Stati generali, e il 21 luglio successivo prende parte alla presidenza del Partito del Lavoro (PvdA) e al suo gruppo parlamentare. È diventato il leader dell'opposizione nella coalizione di centro-destra del governo guidato da Ruud Lubbers.

### Ministro delle finanze
Il 7 luglio 1989 è in cima alla lista parlamentare (lijsttrekker) per il PvdA. Il 6 settembre successivo, giorno delle elezioni, l'Appello Cristiano Democratico (CDA) di Lubbers ottiene 54 deputati eletti su 150, contro i 49 del PvdA, in calo di tre deputati. Tuttavia, i 22 seggi del Partito popolare liberale e democratico (VVD) non consentono un costante rinnovamento della coalizione di governo uscente, il leader Lubbers e Kok formano una grande coalizione con 103 posti a sedere, in cui il leader del PvdA occupa le posizioni di vice primo Ministro e ministro delle finanze a partire dal 7 novembre.

### Ministro-presidente (1994-2002)

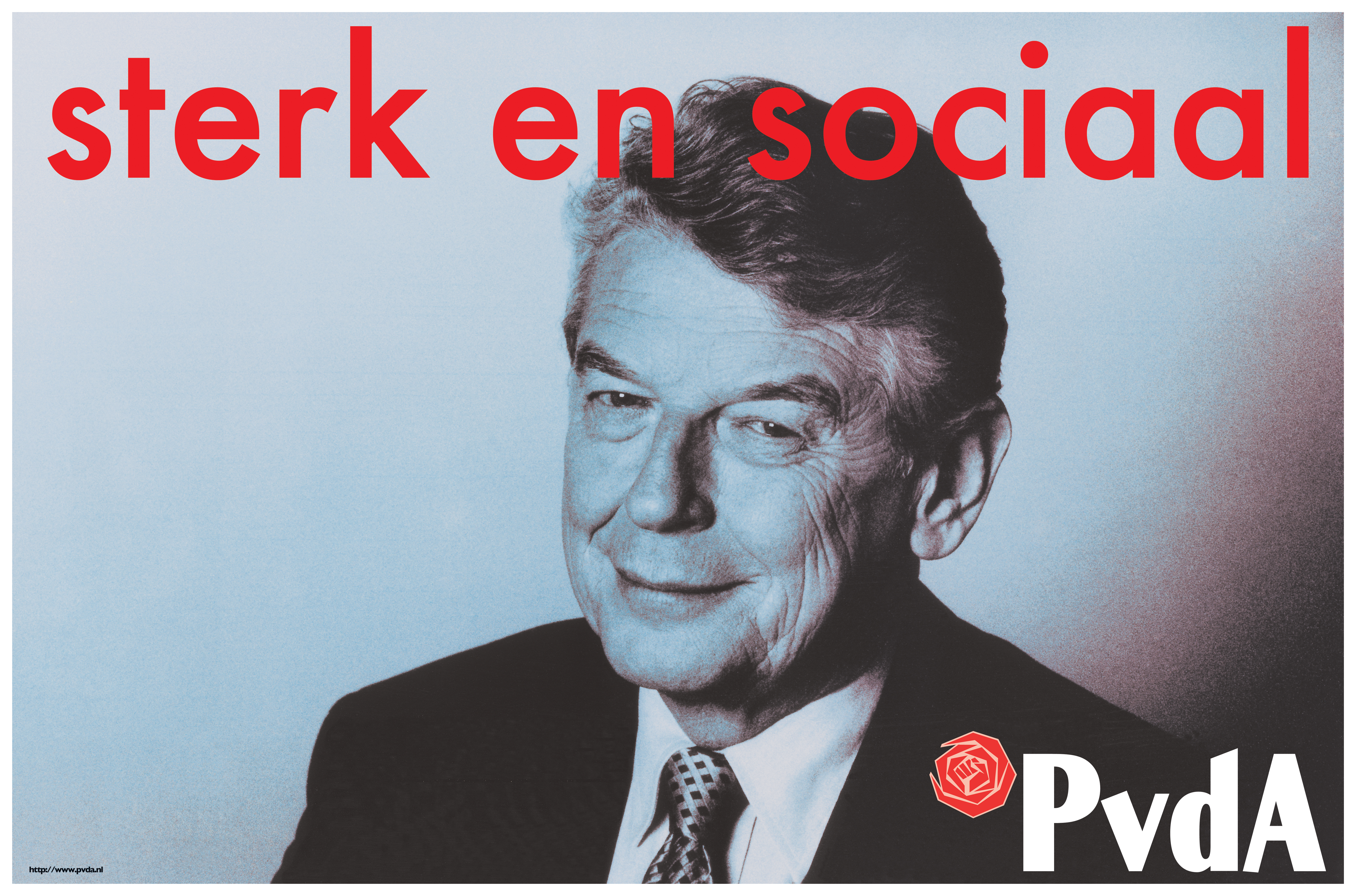
Wim Kok nel manifesto della campagna 1998

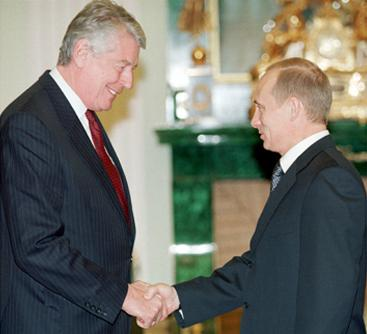
Wim Kok e il presidente russo Vladimir Putin nel gennaio 2001

Ancora una volta Kok è leader del partito laburista per le elezioni del 3 maggio 1994, in cui ha vinto le elezioni con solo 37 eletti, contro 34 per il CDA, che necessitano di una più bassa rappresentanza parlamentare in 25 anni. Allo stesso modo, la coalizione uscente ha subito una sconfitta schiacciante, perdendo quasi un terzo dei suoi posti a sedere.
I Democratici 66 (D'66), grandi vincitori delle elezioni, respingono l'idea di una coalizione di centro-destra con il CDA e il Partito popolare liberale e democratico (VVD). Essi suggeriscono piuttosto una "coalizione viola" tra il PvdA, il VVD e loro. Chiamata «Coalizione verde», il 6 maggio, il presidente della Prima camera Tjeenk Willink conferma nella sua relazione che questa opzione sembra essere l'unica concepibile, pur essendo sostenuta dall'Appello Cristiano Democratico. Dopo 108 giorni di colloqui, è stato raggiunto un accordo tra le tre squadre a formare una forte coalizione di 92 su 150 seggi.
Il 22 agosto 1994, Wim Kok è stato nominato primo ministro dei Paesi Bassi dalla regina Beatrice. Kok è il primo leader del PvdA a governare senza l'appoggio di un partito "confessionale" dal 1977 e dalla fine del mandato di Joop den Uyl.
Durante i suoi otto anni al potere, la sua coalizione è stata particolarmente impegnata nel risanamento del bilancio, la questione del matrimonio gay e l'eutanasia autorizzata che viene in parte legalizzata. Approfittando della forte crescita economica di questo periodo, il paese ha sperimentato un sacco di posti di lavoro, al punto che i settori dell'istruzione e della sanità pubblica hanno sperimentato carenze di manodopera, questo ha portato all'introduzione di liste di attesa impopolari nel settore sanitario. Egli ha anche esortato una riduzione della tassazione per gli individui e le imprese. Questa miscela armoniosa di liberalismo economico, liberalismo politico e protezione sociale che si è guadagnata la politica di Kok e la coalizione viola prende il soprannome di «modello polder».
Con la presidenza olandese dell'Unione europea nella seconda metà del 1997, può essere considerato come un leader di successo del PvdA in quanto è durante questo periodo che viene firmato il Trattato di Amsterdam, che rafforza i poteri dell'UE in materia di giustizia, polizia e libera circolazione. Riconfermato dopo le elezioni del 1998, durante il quale il suo partito ha guadagnato 8 eletti, e la coalizione viola va da 92 a 97 deputati, ha annunciato nel 2001 l'intenzione di ritirarsi dalla politica alla fine delle elezioni del 15 maggio 2002. Passa così il 15 dicembre la direzione del PvdA a Ad Melkert.
Il 15 aprile 2002, un mese prima del voto, lui e il suo governo danno le dimissioni in blocco a seguito della pubblicazione di un rapporto dell'Istituto NIOD per la guerra, l'Olocausto e gli Studi sul genocidio, in cui i Paesi Bassi erano indirettamente responsabili di migliaia di morti nel massacro di Srebrenica in quanto il paese per ragioni umanitarie e politiche, aveva deciso di «imbarcarsi in una missione di pace senza cervello e impraticabile».

### Eredità
Kok è stato molto elogiato per le filosofie del suo modello di terza via e del modello di filosofia dei polder e per il successo della sua coalizione viola. Durante la sua premiership, i suoi governi sono stati responsabili dell'attuazione di diverse riforme sociali, stimolando l'economia per una maggiore occupazione e privatizzazione e riducendo ulteriormente il deficit. Come risultato di questo, e grazie alle sue capacità di manager e negoziatore, Kok ha ottenuto lo status di statista dai suoi colleghi leader europei.

## Dopo la politica

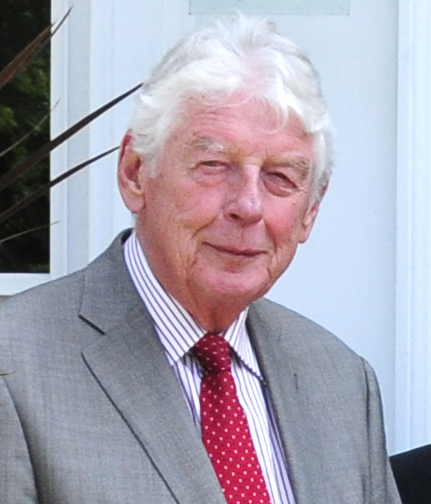
Wim Kok dopo il mandato di Primo ministro (2011)

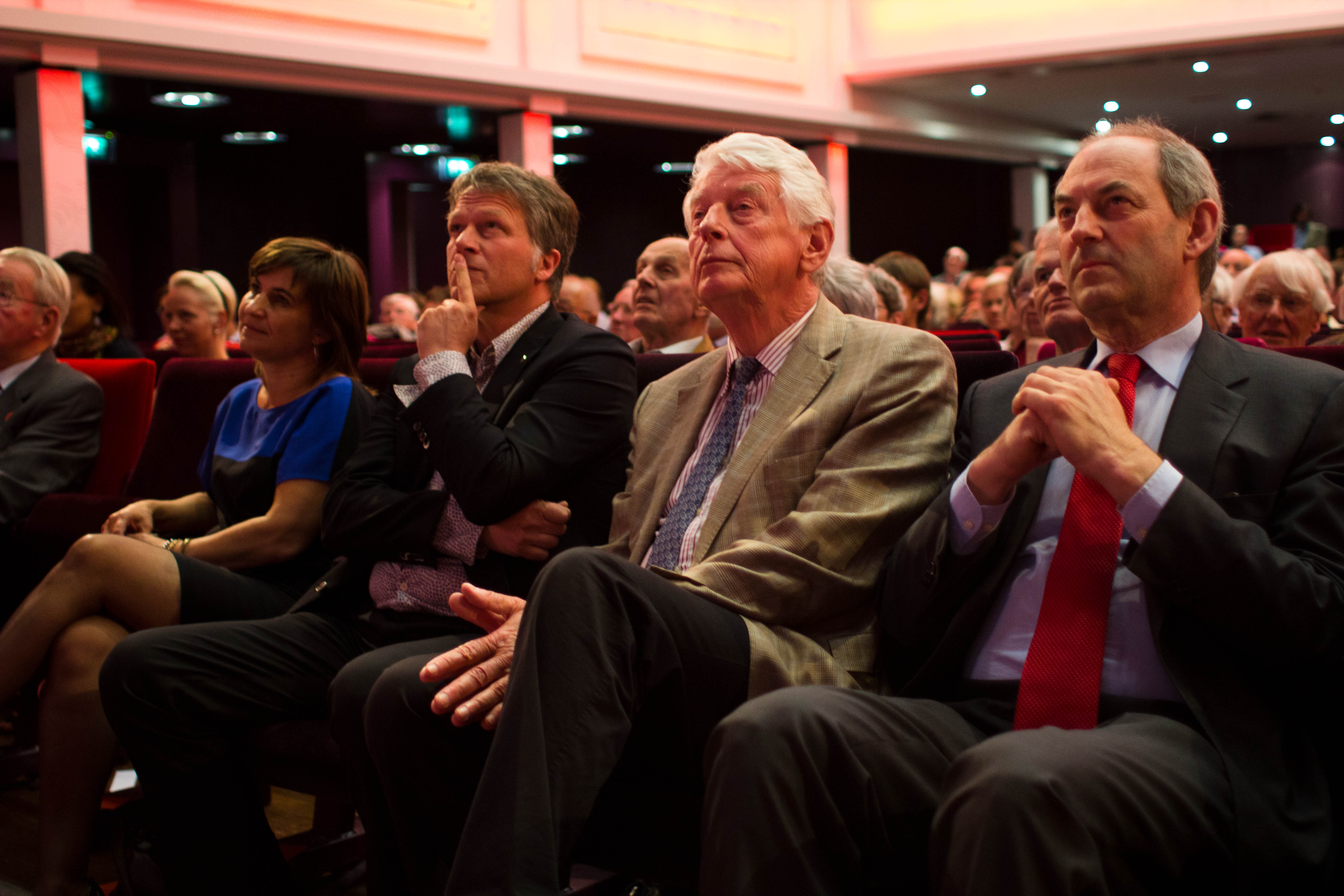
Wouter Bos, Wim Kok e Job Cohen nel 2011, al 65º anniversario del PvdA

Kok ha lasciato la politica olandese dopo le elezioni, come aveva già annunciato l'anno prima, ma ciò non significò che la sua vita politica fosse finita. Come molti che hanno finito la carriera politica ufficiale, ha continuato ad influenzare la politica.
Dopo la sua premiership, Kok si ritirò dalla politica attiva all'età di sessantatré anni e divenne un lobbista per l'Unione europea e presiedette parecchi "gruppi di alto livello". Ha inoltre occupato numerosi incarichi di consiglio di sorveglianza nel mondo delle imprese e dell'industria (ING Group, Koninklijke TNT Post, Royal Dutch Shell, KLM, Stork BV, Commissione Internazionale per le persone smarritite, Gruppo internazionale di crisi, Anne Frank Foundation e Club di Madrid dal 2009 al dicembre 2013) L'11 aprile 2003 gli è stato assegnato il titolo onorario di Ministro di Stato.

### Strategia di Lisbona
Tra l'aprile e il novembre 2004, Kok ha condotto una revisione della strategia di Lisbona e ha presentato una relazione contenente suggerimenti su come dare nuovo impulso al processo di Lisbona. La Commissione europea ha utilizzato questa relazione per dichiarare che le parti sociali e ambientali non fossero più una priorità e dichiarando un ritorno all'Agenda di Lisbona solo in termini economici. Kok dal quel momento si è occupato della strategia di Lisbona della Commissione europea ed è stato nominato anche al consiglio consultivo dell'Associazione europea degli educatori di storia.

## Vita privata
Nel 1965, dopo quattro anni di frequentazione, Kok sposa Margrietha "Rita" Roukema (nata nel 1939). Ha adottato i suoi due figli da un matrimonio precedente, Carla (nata nel 1959) e André (nato nel 1961), disabile mentale e fisico e insieme hanno avuto un terzo figlio, Marcel (nato nel 1966).
Kok muore il 20 ottobre 2018 all'età di ottant'anni in un ospedale di Amsterdam, a seguito di un'insufficienza cardiaca. Il 27 ottobre 2018 viene svolto il suo funerale privato.

## Onorificenze
- Ministro di Stato con stile di Eccellenza (11 aprile 2003)